# Brezov zviždak
Brezov zviždak (lat. Phylloscopus trochilus) je mala ptica iz porodice Phylloscopidae, koja obitava u većem dijelu Europe i Azije. 
Ova vrsta je ptica selica, koja zimuje u tropskim krajevima Afrike. Vrlo je česta u sjevernoj Europi, gdje je jedna od najzastupljenijih ptica, pa se tako samo na britanskom otočju gnijezdi više od 3 milijuna parova ovih ptica. Ima široko područje rasprostiranja od Irske sve do rijeke Anadir u Sibiru. U Hrvatskoj ne obitava, osim u vrijeme migracije, kada leti za Afriku.
Na vrhu glave je zelenkasto-smeđe boje, a cijeli donji dio tijela je svijetlo žute boje. Najistaknutija značajka je duga, žuta linija obrva. Na prvi pogled, vrlo je sličan običnom zviždaku, a najlakše se razlikuje od njega po liniji obrva te ima jači kljun.